# Helena Almeida
Helena Almeida (Lisboa, 1934 - Sintra, Portugal, 25 de septiembre de 2018) fue una fotógrafa y artista portuguesa cuyos trabajos son un referente en el feminismo internacional y pionera en el uso de su propio cuerpo en coreografías registradas en su obra fotográfica.

## Biografía
Nació en Lisboa en un ambiente artístico ya que su padre era el escultor Leopoldo de Almeida. Cursó la licenciatura en Bellas Artes en su ciudad natal. Se casó con el arquitecto y escultor Artur Rosa con el que tiene una hija que también realiza trabajos artísticos con el nombre de Joana Rosa.
Su trabajo artístico está basado en el empleo de la fotografía, en blanco y negro principalmente, teniendo como objeto de sus tomas a la propia autora en lo que podría considerarse como autorretratos, sin embargo ella niega que se trate de autorretratos en sentido estricto e incluso que sea fotógrafa. El motivo de esta afirmación se debe a que las fotografías que realiza las ha planificado previamente y ha hecho bocetos de ellas y además quién pulsa el disparador de la cámara fotográfica es su marido. Finalmente las fotografías sufren una manipulación posterior al pintarlas, al añadirles objetos tridimensionales o acompañarlas de grabaciones sonoras o de vídeo.
Su personal obra se inicia a finales de los años sesenta cuando comenzaban a desarrollarse los movimientos del body art y la performance.
En 2018 una de sus fotografías se expuso en la exposición colectiva La NO comunidad organizada por el Ayuntamiento de Madrid en CentroCentro, que a modo de ensayo aborda el tema de la soledad desde el cuestionamiento de la idea de comunidad.
Es un referente mundial en las exposiciones temáticas feministas y de fotografía. Su trabajo se muestra en los principales museos y galerías de Europa, entre ellos el Museo de Arte Contemporáneo Helga de Alvear en Cáceres.

## Obra
La obra de Helena Almeida experimenta con su propia imagen, buscando nuevos caminos para explorar la relación entre el cuerpo humano y el espacio que lo rodea. Una de sus obras destacadas es la serie Estudo para dois espaços (Estudio para dos espacios, 1977), que muestran manos que asoman por entre rejas y puertas metálicas entreabiertas que parecen barreras opresivas, con lo que provocan la sensación de estar apresadas entre dos espacios o realidades. Este trabajo ilustra la situación de una mujer atada a los quehaceres domésticos y es también una respuesta a la percepción de aislamiento artístico que Almeida sentía del resto del mundo durante los años de la dictadura en Portugal, tanto desde el punto de vista cultural como político.